# Корчано Векио (Перуђа)
Корчано Векио је насеље у Италији у округу Перуђа, региону Умбрија.
Према процени из 2011. у насељу је живело 70 становника. Насеље се налази на надморској висини од 268 м.